# Zamek w Lanckoronie
Zamek w Lanckoronie – ruiny średniowiecznego zamku na Lanckorońskiej Górze, na północ od Lanckorony w województwie małopolskim.
Zamek królewski położony był w drugiej połowie XVI wieku w powiecie szczyrzyckim województwa krakowskiego. 

## Historia
Ze źródeł pisanych wynika, że zamek w Lanckoronie, zwany również zamkiem lanckorońskim, został zbudowany przez Kazimierza Wielkiego w połowie XIV wieku; strzegł granicy między ziemią krakowską a Księstwem Oświęcimskim, którego władca Jan I Scholastyk w 1327 roku złożył hołd lenny królowi czeskiemu Janowi Luksemburskiemu. Granica ta przebiegała wówczas u stóp Lanckorońskiej Góry, na zachód od wzniesienia.

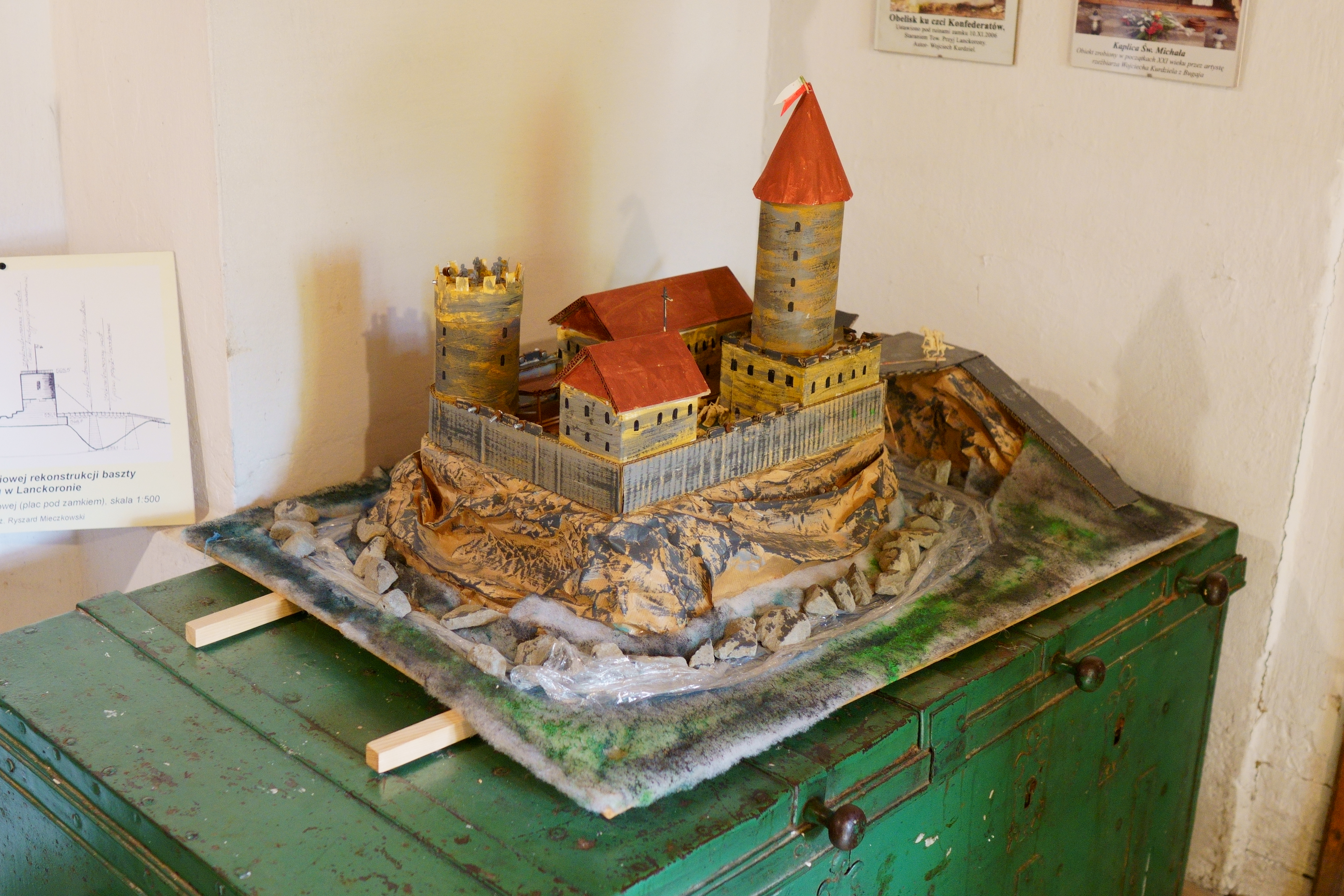
Makieta zamku

Dokumenty źródłowe nie podają dokładnej daty budowy zamku; pierwsza wzmianka pochodzi z 1366 roku, gdy wymieniony jest burgrabia o imieniu Orzeszko. W późniejszym okresie zamek stanowił rezydencję starostów lanckorońskich i kilkakrotnie zmieniał właścicieli. W 1579 roku, za panowania Stefana Batorego, znalazł się na krótko w posiadaniu Kaspra Biekiesza, pretendenta do tronu w Siedmiogrodzie i dowódcy wojsk węgierskich w służbie Rzeczypospolitej, po czym w latach 80. XVI wieku przeszedł w ręce Mikołaja Zebrzydowskiego, późniejszego marszałka wielkiego koronnego i wojewody krakowskiego, który przygotował tu tzw. rokosz Zebrzydowskiego, wzniecony w 1606 roku przeciwko Zygmuntowi III Wazie.
Zamek znajdował się w rękach Zebrzydowskich do XVIII wieku, gdy starostwo lanckorońskie przeszło na Czartoryskich, a następnie Wielopolskich. Ostatnim starostą lanckorońskim przed zajęciem zamku przez wojska austriackie 6 czerwca 1772 roku w wyniku I rozbioru Polski był hrabia Józef Wielopolski.
Najbardziej znana karta w dziejach zamku w Lanckoronie przypada na okres konfederacji barskiej. W 1768 roku zamek został zajęty przez konfederatów pod wodzą Maurycego Beniowskiego i stał się jednym z ich najważniejszych punktów wypadowych w Małopolsce. W listopadzie 1769 roku przywódca konfederatów Kazimierz Pułaski, stoczył w rejonie zamku zwycięską potyczkę z wojskami rosyjskimi. Na początku 1771 roku francuski inżynier, pułkownik de la Serre rozpoczął wokół zamku zespół fortyfikacji bastionowych. 20 lutego 1771 roku doszło do nieudanej próby zdobycia zamku przez korpus rosyjski pod wodzą Aleksandra Suworowa, który poniósł ciężkie straty i musiał się wycofać (starcie zwane obroną Lanckorony). 21 maja 1771 roku pod murami zamku rozegrała się bitwa pod Lanckoroną, zakończona porażką konfederatów, jednak zamek nie został zdobyty przez wojska rosyjskie.
Zamek lanckoroński został początkowo zaadaptowany przez władze Galicji na więzienie dla przestępców kryminalnych, a następnie, po przeniesieniu go do Wadowic, wysadzony w powietrze. W 1880 roku stała jeszcze ściana południowa i część zawalonej wieży wschodniej. W 1884 roku rozpoczęto rozbiórkę ruin, co doprowadziło do dalszego zniszczenia resztek zamku. Obecnie zachowały się jedynie fundamenty wież i pozostałości muru tarczowego.

## Plan zamku
Pierwotna warownia z okresu średniowiecza miała kształt zbliżony do prostokąta i posiadała dwie czworoboczne wieże narożne. Prostokątny dziedziniec wewnętrzny był zamknięty od północnego zachodu przez część mieszkalną. W XVIII wieku, po przebudowach, w narożach zamku znajdowały się bastiony armatnie; do głównej bramy prowadził most zwodzony. W 1770 roku konfederaci barscy dokonali napraw i wzmocnienia zamku; przy pomocy inżynierów francuskich zbudowano wówczas zewnętrzne fortyfikacje ziemne, w tym fort o narysie kleszczowym.

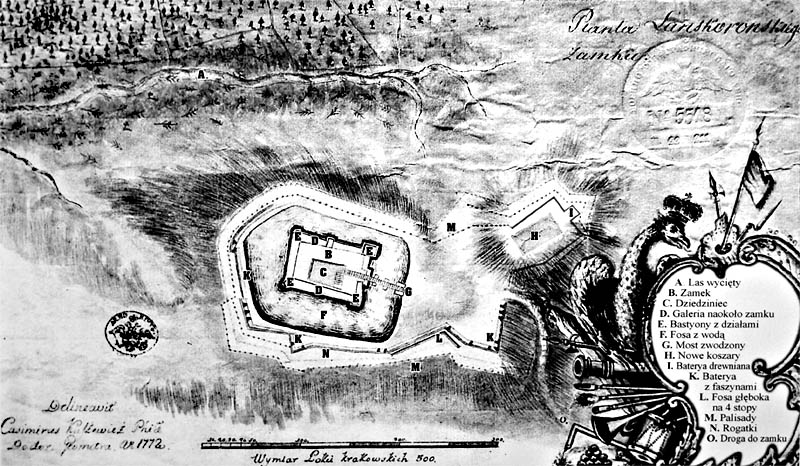
Zamek w 1772 roku
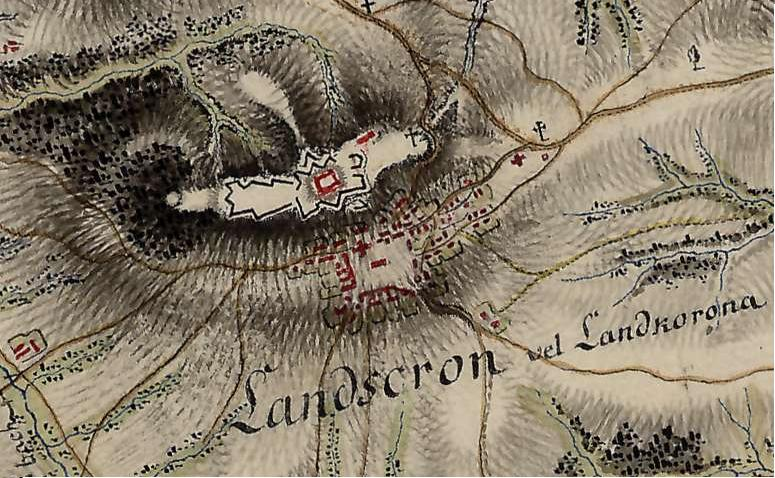
Plan zamku z końca XVIII wieku
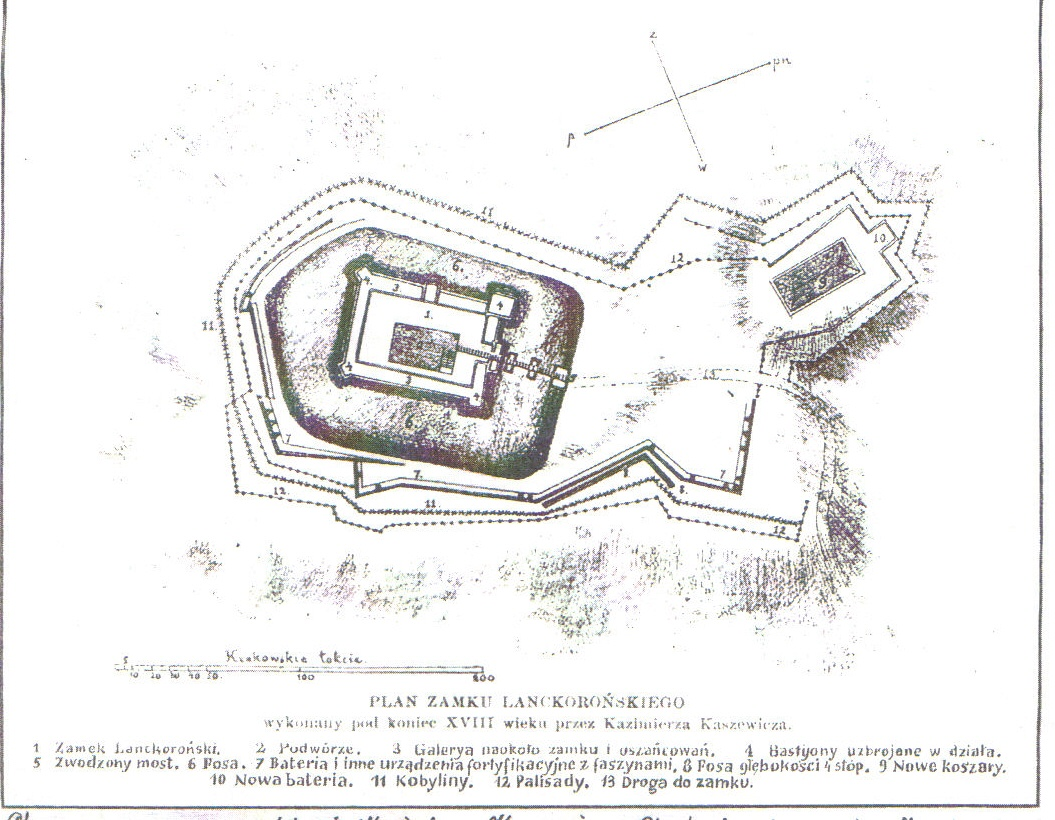
Plan zamku lanckorońskiego z okresu konfederacji barskiej
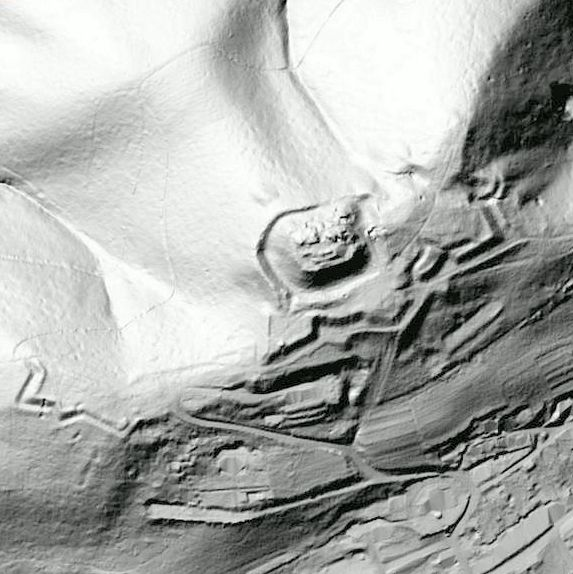
Widok Lidar z widocznymi fortyfikacjami z XVIII wieku
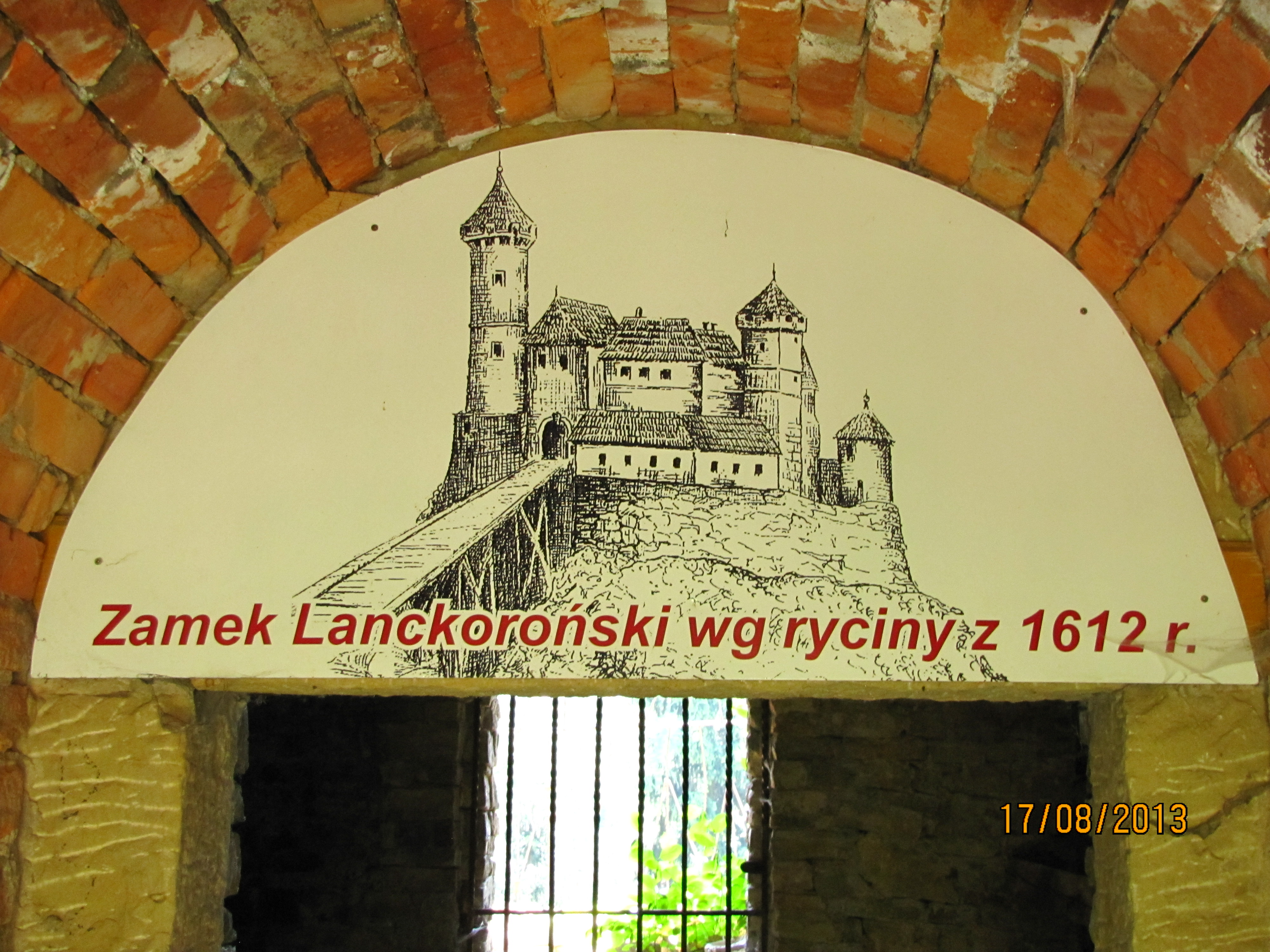
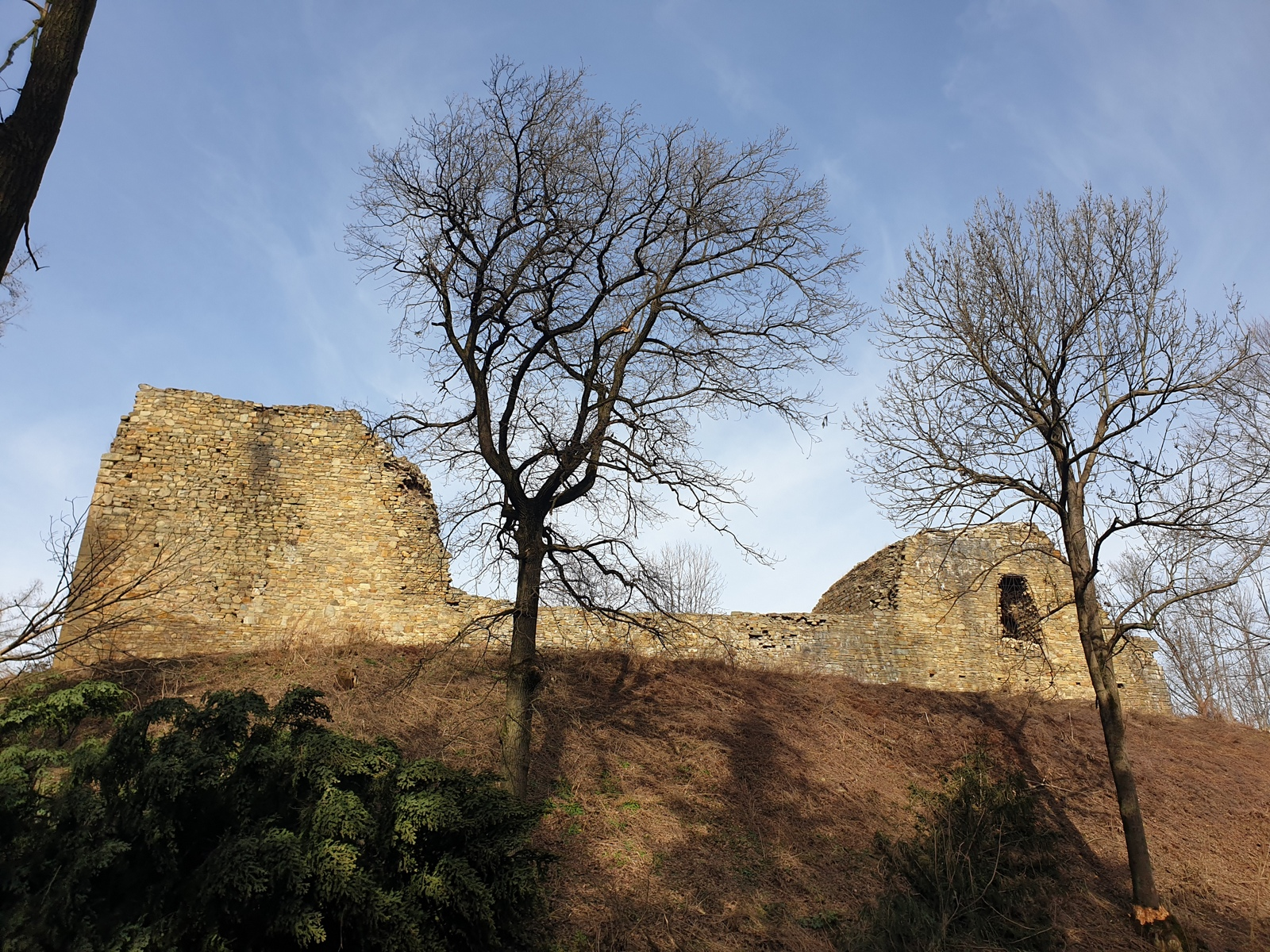
Mury z czasów Kazimierza Wielkiego

## Szlaki turystyczne
Szczyt Lanckorońskiej Góry stanowi węzeł szlaków turystycznych; koło ruin zamku biegnie niebieski  szlak z Brzeźnicy do Kacwina oraz żółty  szlak  Myślenic do Chełmu Wschodniego.